# Garrulus
Garrulus – rodzaj ptaków z rodziny krukowatych (Corvidae).

## Zasięg występowania
Rodzaj obejmuje gatunki występujące w Eurazji i północno-zachodniej Afryce.

## Morfologia
Długość ciała 32–38 cm; masa ciała 84–190 g.

## Systematyka

### Etymologia
- Garrulus (Garrula): łac. garrulus „paplanina, gadatliwy”, od garrire „trajkotać”[13].
- Glandarius: epitet gatunkowy Corvus glandarius Linnaeus, 1758; późnołac. glandaria „nazwa dla sójki wspomnianej przez Polemiusa Silviusa”, od łac. glandarius „produkujący żołędzie”, od glans, glandaris „żołądź”[14]. Typ nomenklatoryczny: Corvus glandarius Linnaeus, 1758.
- Cractes: gr. κρακτης kraktēs „awanturnik”, od κραζω krazō „krzyczeć”[15].
- Balenephagus: gr. βαλανος balanos „żołądź”; -φαγος -phagos „jedzący”, od φαγειν phagein „jeść”[16].
- Celalyca: gr. κελαινος kelainos „czarny, ciemny”; λυκος lukos „kawka”[17]. Typ nomenklatoryczny: Garrulus lanceolatus Vigors, 1830.
- Lalocitta (Calocitta, Calocetta): gr. λαλος lalos „bełkotać”, od λαλεω laleō „mówić”; κιττα kitta „sójka”[18]. Typ nomenklatoryczny: Garrulus lidthi Bonaparte, 1851.
- Laletris: gr. λαλητης lalētēs „gaduła, pleciuch”, od λαλεω laleō „mówić”[19]. Typ nomenklatoryczny: Garrulus lanceolatus Vigors, 1830.

### Podział systematyczny
Do rodzaju należą następujące gatunki:
- Garrulus glandarius (Linnaeus, 1758) – sójka zwyczajna
- Garrulus lanceolatus Vigors, 1830 – sójka czarnogłowa
- Garrulus lidthi Bonaparte, 1850 – sójka wspaniała